# Mireya Masó i Mas
Mireya Masó (Barcelona, 1963) és una fotògrafa catalana. Realitza estudis d'art a Eina, Barcelona (1981-1982) i a la Facultat de Belles Arts Sant Jordi, Universitat de Barcelona (1982-1987), i estudis de doctorat a la Universitat Pompeu Fabra (1995-1998).
És convidada en residència al Centrum Beeldende Kunst de Rotterdam el 1998, a l'Europees Keramisch Werkcentrum (1999), a Delfina Studio Trust Award de Londres (2000-2001), al Stichting Kaus Australis de Rotterdam (2002) i a la Base Esperanza, a l'Antàrtida Argentina (2006).

## Exposicions
Entre les seves exposicions individuals destaquen: 
- The Same Thing Has “Drie” Meanings (Stichting Kaus Australis, 1998)
- Mesas para entenderme (Europees Keramisch Werkcentrum, Den Bosch, 1999)
- Mondial evàsion (Museu d'Art de Sabadell, Barcelona, 2000)
- Les sens ne mentent pas (Espace des Arts, Colomiers, 2002)
- Circus (Photo-Biennale, RAM Foundation, Rotterdam, 2003)
- YKS (Centro de Arte Contemporáneo de Málaga, 2003)[2]
- Antártida. Experimento nº 1 (Casa de América, Madrid, 2006)
- Elephants' Heaven (Fotoencuentros 2007, Múrcia)
- Upsouth Down (ARCO, Madrid, 2007)
- Antártida. Tiempo de cambio (Arts Santa Mònica, Barcelona, 2010)[1][3]
- It's not a question of artificial lighting or daylight (Galería Tomás March Aparisi y Guijarro, València, 2012)[4]